# Bouguer (cratère martien)
Pour les articles homonymes, voir Bouguer.
Bouguer est un cratère d'impact de 107 km situé sur Mars dans le quadrangle de Sinus Sabaeus, entre Noachis Terra et Terra Sabaea.
Il a été nommé d'après Pierre Bouguer, physicien français-hydrographe (1698-1758).